# Вольский, Гия
Георгий (Гия) Вольский (груз. გია ვოლსკი) род. 18 января 1957, Тбилиси) ― грузинский политик и экономист. Депутат Парламента Грузии 3-х созывов (2012, 2016, 2020).

## Биография
Родился 18 января 1957 года в Тбилиси, Грузинская ССР.
В 1978 году окончил экономический факультет Тбилисского государственного университета.
В 1978―1979 году работал в Центре обработки данных Министерства торговли СССР. С 1979 по 1984 год работал экономистом в Министерстве торговли. С 1984 по 1986 год на партийной работе: был секретарем Калининского райкома партии, затем инструктором. 
В 1990 году принял активное участие в создании Конфедерации независимых профсоюзов Грузии, а также работал начальником организационного отдела.
С 1991 по 2004 год последовательно работал в качестве заместителя представителя правительства Грузии в Российской Федерации, заместителем начальника отдела международных отношений Правительства Грузии, старшим советником Постоянного представительства ООН в Грузии, заместителем постоянного представителя Грузии в ОНН, помощником секретаря по чрезвычайным ситуациям Совета национальной безопасности Грузии.
В 2004―2006 годы Гия Вольский был заместителем государственного министра по вопросам разрешения конфликтов, а также спецпредставителем МИД Грузии. 
В 2007―2011 годах работал в неправительственных организациях Грузии и в Фонде развития ООН. 
В 2012 году был избран депутатом в парламент Грузии 8-го созыва по списку партии  «Бидзина Иванишвили―Грузинская мечта». В парламенте был председателем Комитета по европейской интеграции и внешним связям, председателем временной комиссии по территориальной целостности, членом парламентской делегации на парламентских форумах Европейского Союза, ОБСЕ, Восточного партнерства, НАТО и ПАСЕ.
В 2016 году во второй раз стал депутатом грузинского парламента 9-го созыва от избирательного блока «Грузинская мечта ― Демократическая Грузия». Был избран председателем парламента Грузии.
С 2020 года является депутатом парламента Грузии 10-го созыва от избирательного блока «Грузинская мечта―демократическая Грузия».
Женат на Нино Сологашвили, является отцом троих сыновей.